# Congius
Congius (congi en català) era una unitat de mesura de líquids romana equivalent a 3,23 litres. Un congi contenia sis sextarius (sextarii) o l'octava part d'una àmfora. Era equivalent a la mesura grega d'un chous, en la seva modalitat gran. Marc Porci Cató donava un congi de vi als seus esclaus a les festes de la Saturnàlia i la Compitàlia. Plini el Vell diu que Novel·li Torquat era anomenat tricongi (Tricongius) perquè era capaç de beure tres congis de vi seguits.